# La Roux
La Roux (рус. Ля Ру́, в переводе c фр. «Рыжеволосая») — британский синти-поп-дуэт, образовавшийся в 2008 году в Лондоне, Англия, в состав которого входят певица Элли Джексон (англ. Elly Jackson), играющая на синтезаторе, и автор песен, продюсер Бен Ленгмейд (англ. Ben Langmaid). Дуэт исполняет электропоп с элементами инди- и фолк-рока; в числе основных влияний его участники упоминают ранних Depeche Mode, The Human League, Blancmange, Heaven 17, а также Ника Дрейка.
На 53-й церемонии «Грэмми», которая состоялась 13 февраля 2011 года, одноимённый альбом дуэта получил премию в номинации «Лучший электронный/танцевальный альбом» (англ. Best Electronic/Dance Album).

## История группы
В ноябре 2008 года дуэт выпустил дебютный сингл «Quicksand» на лейбле Kitsuné. В декабре дуэт занял пятое место в списке BBC Sound of 2009.
Второй сингл, «In For The Kill» вышел 16 марта 2009 года. Дабстеп-продюсер Skrillex сделал на песню два ремикса: один из них поднялся до #11 в iTunes Store charts. Сингл дебютировал на #11 в UK Singles Chart 22 марта 2009 года, после чего поднялся до #2. В марте 2009 года La Roux вышли в турне с Лили Аллен. 22 июня вышел третий сингл дуэта «Bulletproof» и тут же возглавил UK Singles Chart.
Дебютный альбом La Roux вышел 29 июня 2009 года. 21 июля он был номинирован на Mercury Prize, в букмекерских списках фаворитов разделив 3-5 места с Bat for Lashes и Glasvegas. Оказавшаяся (к удивлению большинства обозревателей) вне списка номинантов Лили Аллен заявила: «Я надеюсь, что победит La Roux», но этого не случилось. Осенью того же года La Roux провели успешные гастроли в США и приступили к работе над новым альбомом, предполагая отказаться от звучания 80-х, доминировавшего в дебютном альбоме. В начале 2010 года выполненный Skream ремикс «In For the Kill» получил награду NME Shockwave Awards, победив в номинации «Best Dancefloor Filler». На 53-й церемонии Grammy Awards, которая состоялась 13 февраля 2011 года, альбом получил премию в номинации «Лучший электронный/танцевальный альбом» (англ. Best Electronic/Dance Album).

## Дискография

### Альбомы
| Год  | Альбом | Чарты           |
| Год  | Альбом | UK Albums Chart |
| ---- | --- | --------------- |
| 2009 | La Roux - Дата выпуска: 29 июня 2009 - Лейбл: Polydor - Формат: CD, LP, Цифровая дистрибуция                         | 2               |
| 2014 | Trouble In Paradise - Дата выпуска: 18 июля 2014 - Лейбл: Polydor - Формат: CD, LP, Цифровая дистрибуция             | 6               |
| 2020 | Supervision - Дата выпуска: 7 февраля 2020 - Лейбл: Supercolour - Формат: CD, LP, Цифровая дистрибуция, Аудиокассета | 20              |

### Синглы
| Год                    | Сингл                            | Чарты | Чарты | Чарты               | Чарты                     | Чарты            | Альбом              |
| Год                    | Сингл                            | UK    | AUS   | Irish Singles Chart | Eurochart Hot 100 Singles | Canadian Hot 100 | Альбом              |
| ---------------------- | -------------------------------- | ----- | ----- | ------------------- | ------------------------- | ---------------- | ------------------- |
| 2008                   | «Quicksand»                      | 133   | —     | —                   | —                         | 18               | La Roux             |
| 2009                   | «In For The Kill»                | 2     | 50    | 13                  | 9                         | —                | La Roux             |
| 2009                   | «Bulletproof»                    | 1     | —     | 10                  | —                         | —                | La Roux             |
| 2009                   | «I'm Not Your Toy»               | 27    | 79    | —                   | —                         | —                | La Roux             |
| 2014                   | «Uptight Downtown»               | —     | —     | —                   | —                         | —                | Trouble In Paradise |
| 2014                   | «Kiss And Not Tell»              | —     | —     | —                   | —                         | —                | Trouble In Paradise |
| 2019                   | «International Woman Of Leisure» | —     | —     | —                   | —                         | —                | Supervision         |
| 2019                   | «Gullible Fool»                  | —     | —     | —                   | —                         | —                | Supervision         |
| 2020                   | «Automatic Driver»               | —     | —     | —                   | —                         | —                | Supervision         |
| «—» — в чарты не вошёл |                                  |       |       |                     |                           |                  |                     |